# What the Man a Deal Wid

What A Man A Deal With? est un album de l'artiste jamaïcain Winston McAnuff sorti sur Makasound / 2good.

## Liste des titres
| 1.    | What Man Sow             | 4:42 |
| 2.    | What The Man A Deal With | 4:13 |
| 3.    | One Love                 | 3:24 |
| 4.    | Hypocrites And Parasites | 3:17 |
| 5.    | Praying For That Day     | 4:02 |
| 6.    | Jah Love                 | 3:01 |
| 7.    | Everyman                 | 3:02 |
| 8.    | Unchained (With Trinity) | 6:26 |
| 9.    | Unchained Dub            | 5:09 |
| 10.   | What Man Dub             | 3:36 |
| 11.   | What The Man A Dub Wid   | 3:31 |
| 12.   | Hypocrites Dub Parasites | 3:23 |
| 13.   | Jah Dub                  | 3:20 |
| 14.   | Everyman Dub             | 3:17 |
| 54:23 |                          |      |